# Ficus velutina
Ficus velutina là một loài thực vật thuộc họ Moraceae. Loài này có ở Brasil và Costa Rica.